# Sinagoga di Turku

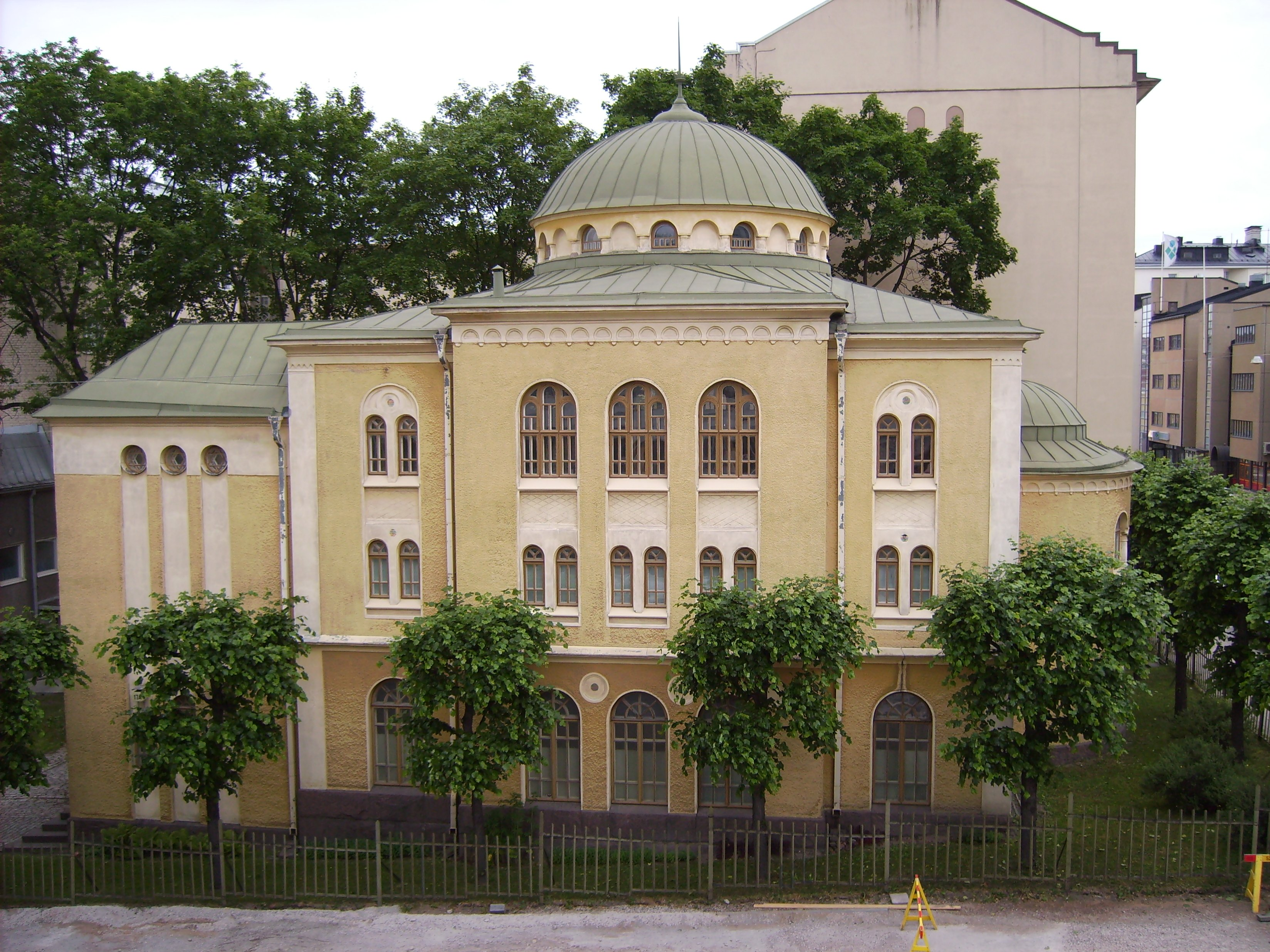
La facciata

La sinagoga di Turku (in finlandese: Turun synagoga; in svedese: Åbo synagoga), costruita nel 1912 in stile art nouveau, è con la sinagoga di Helsinki una delle due sinagoghe monumentali della Finlandia.

## Storia
La sinagoga fu progettata dagli architetti finlandesi August Krook e Eskil Hindersson. La cerimonia per la posa della prima pietra avvenne il 16 agosto 1910. In meno di due anni i lavori erano completati e l'inaugurazione poté svolgersi il 6 maggio 1912.
L'edificio in mattoni intonacati è su tre piani, sormontato da una cupola centrale, sostenuta internamente da 4 pilastri che delimitano la sala di preghiera.
Nonostante l'alleanza militare della Finlandia con la Germania nazista durante la seconda guerra mondiale, alla comunità ebraica finlandese furono risparmiati gli orrori dellOlocausto. La sinagoga è così giunta a noi intatta.
Nel dopoguerra la comunità ebraica di Turku era ancora in espansione, per l'arrivo di rifugiati dalla Russia. Negli anni cinquanta furono aggiunti altri locali di servizio per i bisogni educativi e sociali della comunità. Oggi la comunità conta poco più di un centinaio di membri, ma la sinagoga mantiene la sua operatività con una vasta rete di servizi.